# 洛迪高·維基奧
洛迪高·維基奧（Rodrigo Vergilio，1983年4月13日—），是巴西的足球運動員，司職前鋒，現正效力科威特競技，他亦曾效力多間日職球會。